# Romana Kiecková
Romana Kiecková, v letech 2017 až 2019 Žurková (* 30. července 1991 Frýdek-Místek), je bývalá česká florbalistka, reprezentantka a dvojnásobná mistryně Česka. V nejvyšších českých soutěžích hrála s přestávkami v letech 2010 až 2023.

## Klubová kariéra
S florbalem Kiecková začínala v klubu FbC Frýdek-Místek, za který poprvé nastoupila v 1. lize juniorek. Na sezónu 2010/2011 přestoupila do týmu FBC Ostrava, hrajícího Extraligu žen. Po jednom ročníku se vrátila do mateřského Frýdku-Místku, kde si kromě ženského týmu zahrála také s muži v regionální lize. V sezóně 2012/2013 hrála 1. ligu žen za klub FBC Lipník. V roce 2013 se vrátila do FBC Ostrava, které pomohla v baráži k udržení nejvyšší soutěže.
V roce 2015 přestoupila do klubu 1. SC Vítkovice. S ním získala v sezónách 2015/2016 a 2017/2018 dva mistrovské tituly. K prvnímu z nich přispěla v superfinálovém zápase jednou asistencí. Mimo to má s Vítkovicemi stříbro ze sezóny 2016/2017.
Na sezónu 2018/2019 se vrátila do FBC Ostrava, se kterou získala první týmový bronz. Následně přerušila kariéru.
V roce 2020 přestoupila do prvoligového klubu FBC Třinec, za který v sezóně 2020/2021 odehrála několik zápasů. Po další pauze v sezóně 2022/2023 pomohla Třinci k postupu do Extraligy, mimo jiné dvěma góly v rozhodujícím zápase barážové série. Následně ukončila vrcholovou hráčskou kariéru.

## Reprezentační kariéra
Za reprezentaci Kiecková hrála poprvé v roce 2014 na turnaji Euro Floorball Tour. V sérii EFT hrála i v letech 2016 a 2017. V roce 2017 se Kieckové povedlo v přípravném zápase se Slovenskem nastřílet hattrick.
Na mistrovství světa hrála v roce 2017 v Bratislavě, kde s českou reprezentací obsadila čtvrté místo.
| Umístění | Soutěž                                 |
| -------- | -------------------------------------- |
| 4.       | Mistrovství světa ve florbale žen 2017 |